# Emílson Cribari
Emílson Sánchez Cribari (Cambará, 6 marzo 1980) è un ex calciatore brasiliano, di ruolo difensore.
Ha svolto gran parte della sua carriera professionistica in Italia, vestendo le maglie di Empoli, Udinese, Lazio e Napoli, per complessive 12 stagioni.

## Biografia
È sposato con Thalita Camolesi e ha due sorelle e un fratello, Fabio Eduardo, ex calciatore.

## Caratteristiche tecniche
Difensore, prediligeva il ruolo di centrale in una difesa a tre, sebbene aveva la possibilità di giocare anche a destra e sinistra. Era bravo nei colpi di testa e nella marcatura.

## Carriera

### Club

#### Gli esordi ad Empoli e poi l'Udinese
È cresciuto nelle giovanili della squadra della sua città natale, il Londrina (Stato di Paraná). In seguito, nel 1998 all'età di 18 anni venne acquistato in Italia dall'Empoli, squadra in cui già giocava il fratello maggiore Binho. Per sei stagioni vestì la maglia della squadra toscana, esordendo in Serie A il 14 settembre 2002 allo stadio Sinigaglia nella partita Como-Empoli 0-2. Nell'estate 2004 fu ceduto all'Udinese, tuttavia un grave infortunio al ginocchio gli permise di scendere in campo solo 8 volte in tutta la stagione.

#### Gli anni alla Lazio
L'anno successivo, nel 2005, viene girato in prestito alla Lazio. La squadra capitolina, viste le sue positive prestazioni, decide di riscattarlo e lo acquista a titolo definito. Realizza la sua prima rete in biancoceleste nella stagione 2006-2007 nella gara esterna vinta 0-2 contro il Cagliari. I capitolini termineranno il campionato al terzo posto, qualificandosi in Champions League. Dopo aver subito una frattura nasale nell'incontro di andata dei preliminari di Champions League contro la Dinamo Bucarest, è costretto a portare una maschera protettiva; da notare il fatto che, per essere nella decisiva partita di ritorno, vinta 1-3, non rispetta il parere medico. Nella stagione 2008-2009 vince la Coppa Italia. Nell'agosto dello stesso anno vince la Supercoppa italiana.

#### In prestito a Siena
Il 4 gennaio 2010 passa in prestito con diritto di opzione al Siena. Esordisce nella partita interna persa 1-5 con la Fiorentina. Il Siena si piazzerà al diciannovesimo posto, retrocedendo in Serie B. Il 30 giugno 2010 fa ritorno alla Lazio.

#### La parentesi al Napoli
Il 31 agosto 2010, nell'ultima giornata di calciomercato, si trasferisce a titolo definitivo al Napoli, con cui firma un contratto di un anno con opzione sul secondo. Alla Lazio vanno 500.000 euro. Debutta in maglia azzurra il 26 settembre 2010 in Cesena-Napoli (1-4). Colleziona 9 presenze in campionato e 14 complessive in stagione.
Non disputerà una buona stagione nel Napoli, facendo numerosi ed evidenti errori (si ricorda in particolare la clamorosa svista nella partita contro l'Utrecht).
Il 30 giugno 2011 scade il suo contratto con il Napoli ed il giocatore si ritrova svincolato.

#### Il passaggio al Cruzeiro
Dopo aver trascorso l'intera carriera professionistica in Italia, l'8 luglio 2011 approda ai connazionali del Cruzeiro, firmando un contratto di un anno con opzione per il secondo.

#### In Scozia al Rangers
Nell'agosto del 2012, dopo aver trascorso alcuni mesi come calciatore svincolato, viene tesserato dal club scozzese del Rangers, retrocesso in quarta divisione nazionale dopo il fallimento deciso dal tribunale civile di Glasgow.
Cribari ha aiutato i Rangers a vincere il campionato di Terza Divisione il 30 marzo 2013. Le sue apparizioni la stagione successiva furono limitate e Cribari lasciò il club alla scadenza del suo contratto.

## Dopo il ritiro
Dopo aver annunciato il ritiro dall'attività agonistica, rientra in Brasile. Gestisce attualmente una scuola calcio nella città di Londrina, comune nello stato di Paraná.

## Statistiche

### Presenze e reti nei club
| Stagione        | Squadra         | Campionato      | Campionato | Campionato | Coppe nazionali | Coppe nazionali | Coppe nazionali | Coppe continentali | Coppe continentali | Coppe continentali | Altre coppe | Altre coppe | Altre coppe | Totale | Totale |
| Stagione        | Squadra         | Comp            | Pres       | Reti       | Comp            | Pres            | Reti            | Comp               | Pres               | Reti               | Comp        | Pres        | Reti        | Pres   | Reti   |
| --------------- | --------------- | --------------- | ---------- | ---------- | --------------- | --------------- | --------------- | ------------------ | ------------------ | ------------------ | ----------- | ----------- | ----------- | ------ | ------ |
| 1999-2000       | Empoli          | B               | 2          | 0          | CI              | 3               | 0               | -                  | -                  | -                  | -           | -           | -           | 5      | 0      |
| 2000-2001       | Empoli          | B               | 8          | 1          | CI              | -               | -               | -                  | -                  | -                  | -           | -           | -           | 8      | 1      |
| 2001-2002       | Empoli          | B               | 32         | 1          | CI              | 3               | 0               | -                  | -                  | -                  | -           | -           | -           | 35     | 1      |
| 2002-2003       | Empoli          | A               | 30         | 0          | CI              | 6               | 0               | -                  | -                  | -                  | -           | -           | -           | 36     | 0      |
| 2003-2004       | Empoli          | A               | 31         | 1          | CI              | -               | -               | -                  | -                  | -                  | -           | -           | -           | 31     | 1      |
| Totale Empoli   | Totale Empoli   | Totale Empoli   | 103        | 3          |                 | 12              | 0               |                    | -                  | -                  |             | -           | -           | 115    | 3      |
| 2004-2005       | Udinese         | A               | 8          | 0          | CI              | 2               | 0               | CU                 | 2                  | 0                  | -           | -           | -           | 12     | 0      |
| 2005-2006       | Lazio           | A               | 28         | 0          | CI              | 4               | 0               | Int                | 3                  | 0                  | -           | -           | -           | 35     | 0      |
| 2006-2007       | Lazio           | A               | 23         | 1          | CI              | 2               | 0               | -                  | -                  | -                  | -           | -           | -           | 25     | 1      |
| 2007-2008       | Lazio           | A               | 31         | 0          | CI              | 5               | 0               | CL                 | 6                  | 0                  | -           | -           | -           | 42     | 0      |
| 2008-2009       | Lazio           | A               | 17         | 0          | CI              | 4               | 0               | -                  | -                  | -                  | -           | -           | -           | 21     | 0      |
| 2009-gen. 2010  | Lazio           | A               | 10         | 0          | CI              | 0               | 0               | UEL                | 7                  | 0                  | SI          | 1           | 0           | 18     | 0      |
| Totale Lazio    | Totale Lazio    | Totale Lazio    | 109        | 1          |                 | 15              | 0               |                    | 16                 | 0                  |             | 1           | 0           | 141    | 1      |
| gen.-giu. 2010  | Siena           | A               | 18         | 0          | CI              | 0               | 0               | -                  | -                  | -                  | -           | -           | -           | 18     | 0      |
| 2010-2011       | Napoli          | A               | 9          | 0          | CI              | 1               | 0               | UEL                | 4                  | 0                  | -           | -           | -           | 14     | 0      |
| lug.-dic. 2011  | Cruzeiro        | A               | 5          | 0          | -               | -               | -               | -                  | -                  | -                  | -           | -           | -           | 5      | 0      |
| 2012-2013       | Rangers         | 3D              | 26         | 0          | SC+LC+CC        | 3+3+2           | 0               | -                  | -                  | -                  | -           | -           | -           | 34     | 0      |
| 2013-2014       | Rangers         | 2D              | 7          | 0          | CC              | 1               | 0               | -                  | -                  | -                  | -           | -           | -           | 8      | 0      |
| Totale Rangers  | Totale Rangers  | Totale Rangers  | 33         | 0          |                 | 9               | 0               |                    |                    |                    |             |             |             | 42     | 0      |
| Totale carriera | Totale carriera | Totale carriera | 302        | 7          |                 | 39              | 0               |                    | 22                 | 0                  |             | -           | -           | 363    | 7      |

## Palmarès

### Competizioni giovanili
- Campionato Primavera: 1

Empoli: 1998-1999

### Competizioni nazionali
- Coppa Italia: 1

Lazio: 2008-2009
- Supercoppa italiana: 1

Lazio: 2009
- Scottish Third Division: 1

Rangers: 2012-2013
- Scottish League One: 1

Rangers: 2013-2014